# Zbigniew Janiszewski (lekkoatleta)
Zbigniew Stanisław Janiszewski (ur. 16 sierpnia 1931 w Krakowie) – polski lekkoatleta tyczkarz, trzykrotny mistrz Polski, olimpijczyk.

## Kariera sportowa
Startował na igrzyskach olimpijskich w 1956 w Melbourne, gdzie zajął 12. miejsce w finale skoku o tyczce. Wystąpił również na Akademickich Mistrzostwach Świata w 1954 w Budapeszcie (5. miejsce) i na Międzynarodowych Igrzyskach Sportowej Młodzieży w 1955 w Warszawie (4. miejsce).
Był trzykrotnym mistrzem Polski w 1953, 1955 i 1957, a także wicemistrzem w 1959 i czterokrotnym brązowym medalistą w 1952, 1954, 1958 i 1960. Zdobył również brązowy medal w 1955 w sztafecie 4 × 100 metrów. Był także mistrzem Polski w hali w skoku o tyczce w 1954 i 1956.
W latach 1953–1959 trzynaście razy startował w meczach reprezentacji Polski w skoku o tyczce, odnosząc 2 zwycięstwa indywidualne.

### Rekordy życiowe[6]
| Konkurencja   | Data i miejsce            | Wynik  |
| ------------- | ------------------------- | ------ |
| skok o tyczce | 9 września 1956, Warszawa | 4,41 m |
| skok w dal    | 27 kwietnia 1958, Kraków  | 7,25 m |

Był zawodnikiem Kolejarza Kraków (1949–1951 i 1954–1955), OWKS Kraków (1952–1953) i Olszy Kraków (1956–1960).
Był mężem Barbary Lerczakówny.
Ukończył studia na Politechnice Krakowskiej na Wydziale Architektury w 1960. W 1962 wyjechał do Szwajcarii, skąd przeniósł się do Stanów Zjednoczonych, gdzie mieszka.